# 아우구스트 호르히
아우구스트 호르히(August Horch, 1868년 10월 12일~1951년 2월 3일)는 독일의 기술자, 산업 디자이너, 기업인으로서 자동차 회사 아우디의 설립자이기도 하다.

## 생애
그는 1896년 카를 벤츠 밑에서 일을 하다가 첫 회사인 호르히 오토모빌(Horch Automobile)을 설립 하였다. 그러나 1909년 회사에서 내부 문제로 회사에서 쫓겨나고, 그 후 호르히 오토모빌-베르케(Horch Automobil-Werke GmbH)를 설립했으나 'Horch'(호르히)라는 이름이 들어가 기존 호르히 오토모빌과의 회사명 문제로 충돌해 1910년 호르히 아우토모빌-베르케의 회사명을 아우디로 변경했다. 1932년 6월 29일, 호르히는 독일 작센에서 아우디(Audi), 데카베(DKW), 호르히(Horch), 반더러(Wanderer) 4개의 회사를 합병해 아우토 우니온(Auto Union AG)이란 자동차 연합 회사를 설립하고 아우토 우니온의 이사가 됐다. 아우토 우니온은 아우디의 본격적인 시발점이며 현재 회사명은 아우디다.